# Gageego
Gageego (i marknadsföringssammanhang skrivet "Gageego!" är en kammarmusikensemble från Göteborg. Ensemblen, som är sammansatt av såväl frilansande musiker som anställda vid Göteborgs Symfoniker och Göteborgsoperan, har medverkat på skivor med musik av bland andra Fredrik Österling, Fredrik Ed, Henrik Frendin, Christer Lindwall och Dror Feiler.